# 방동규
방동규(1935년 ~ )는 한국의 기업인, 사회운동가이다.
1935년 개성의 부잣집에서 태어났으나, 한국전쟁을 전후하여 집안은 몰락했다. 1949년부터 싸움꾼으로 유명해서 17대 1로 싸워서 이겼다느니 하는 뜬소문까지 돌았다. 1954년 백기완을 만나 친구가 되었다. 1954년 체육특기생으로 홍익대학교 법학과에 입학했다.
1973년 강원도 신철원에서 공동경작 공동분배 농장인 "노느메기밭"을 운영하다가 긴급조치 제2호 위반으로 체포되었고 이때 감방 동기로 유홍준을 만났다. 6개월 뒤 선우휘의 도움으로 출소하였다. 1964년 서른이 되자 서독으로 가서 3년동안 광부로 일하고 그 뒤 프랑스로 가서 4년간 유학하였다. 귀국해서 마흔 살에 결혼하고 다시 강원도에서 농촌운동을 하다 1986년 《말》지의 보도지침 폭로사건으로 도피 중이던 김태홍을 숨겨줬다는 이유로 체포되었다. 남영동 대공분실에서 보름간 이근안에게 고문을 당했다.
1991년 교하산업의 계열사인 서해화성 최고경영자가 되었다. 1994년 임원회의와의 불화로 사표를 썼으나 오히려 교하산업 중국공장 대표이사로 승진했다. 외환위기로 교하산업이 부도가 나자 회사 빚을 갚기 위해 집을 팔았고 이후 셋방살이를 전전하다가 2005년 문화재청장 유홍준의 배려로 경복궁 문화해설사로 취직했고 이명박 정부 출범을 전후해서 사직했다가 2011년부터 다시 경복궁 경비 일을 하고 있다.